# Yèvres-le-Petit
Yèvres-le-Petit é uma comuna francesa na região administrativa de Grande Leste, no departamento de Aube. Estende-se por uma área de 8,35 km². Em 2010 a comuna tinha 64 habitantes (densidade: 7,7 hab./km²).